# IB Berufliche Schulen Asperg
Die IB Beruflichen Schulen in Asperg gehören zum Internationalen Bund (IB) und bieten Bildungsgänge mit den Abschlüssen Abitur, Fachhochschulreife, Fachschulreife und Hauptschulabschluss.

## Bildungsgänge
Mit dem Ziel allgemeine oder fachgebundene Hochschulreife:
- Allgemeine Hochschulreife im 3-jährigen Sozial- und Gesundheitswissenschaftlichen Gymnasium, Profil Soziales
- Allgemeine Hochschulreife im 3-jährigen Wirtschaftswissenschaftlichen Gymnasium, Profil Wirtschaft

Mit dem Ziel Fachhochschulreife:
- Fachhochschulreife im 1-jährigen Kaufmännischen Berufskolleg I und 1-jährigen Kaufmännischen Berufskolleg II

Mit dem Ziel Fachschulreife:
- Fachschulreife in der 2-jährigen Kaufmännischen Berufsfachschule (Wirtschaftsschule)

Mit dem Ziel Hauptschulabschluss
- Hauptschulabschluss im 1- bis 2-jährigen Vorqualifizierungsjahr Arbeit/Beruf (VABR)

## Pädagogisches Konzept
Das Pädagogisches Konzept beinhaltet Coachinggespräche, Übungsunterricht und Zusatzmodule wie Business Knigge, Kommunikation und Zeitmanagement.
Die Basis des Schullebens ist ein gemeinschaftliches und respektvolles Miteinander. Darum veranstalten die IB Berufliche Schulen Asperg Klassentrainings und zu Beginn der Schulzeit erwartet die Schüler ein besonderes Kennenlernkonzept. Für Fragen während und nach der Schule stehen Beratungs- und Vertrauenslehrer zur Verfügung.
Den Schülern stehen zudem Schulsozialarbeiter und eine Cafeteria zur Verfügung.